# 블레이크 마이클
블레이크 마이클(Blake Michael, 1996년 7월 31일 ~ )은 미국의 배우이다.

## 텔레비전
- 옥토버 로드
- 레모네이드 마우스
- 트루 블러드
- 도그 위드 어 블로그
- 볼트론: 전설 속의 수호자

## 수상
- 영 아티스트 어워드